# Xylosma lifuanum
Xylosma lifuanum är en videväxtart som beskrevs av André Guillaumin. Xylosma lifuanum ingår i släktet Xylosma och familjen videväxter. Inga underarter finns listade i Catalogue of Life.